# Wolverines Piacenza 2019
Questa voce raccoglie le informazioni riguardanti gli Wolverines Piacenza nelle competizioni ufficiali della stagione 2019.

## Campionato Italiano Football a 9 2019

### Stagione regolare
| Novara 24 febbraio 2019, ore 14:00 | Lancieri Novara | 34 – 20 (13-7 14-0 0-6 7-7) referto | Wolverines Piacenza | Lancieri Field (100 spett.)\| Arbitro: \| M. Bernardi \| |
| Arbitro:                           | M. Bernardi     |                                     |                     |                                                          |

| Piacenza 3 marzo 2019, ore 15:00 | Wolverines Piacenza | 38 – 36 (12-0 12-12 14-8 0-16) referto | Rams Milano | Centro Sportivo Rugby Gigi Savoia (50 spett.)\| Arbitro: \| Zampedri \| |
| Arbitro:                         | Zampedri            |                                        |             |                                                                         |

| Piacenza 10 marzo 2019, ore 15:00 | Wolverines Piacenza | 22 – 15 (6-0 9-0 7-0 0-15) referto | Lancieri Novara | Centro Sportivo Rugby Gigi Savoia (60 spett.)\| Arbitro: \| S. Bernini \| |
| Arbitro:                          | S. Bernini          |                                    |                 |                                                                           |

| Piacenza 24 marzo 2019, ore 15:00 | Wolverines Piacenza | 6 – 53 (6-25 0-14 0-7 0-7) referto | Predatori Golfo del Tigullio | Centro Sportivo Rugby Gigi Savoia (50 spett.)\| Arbitro: \| Zampedri \| |
| Arbitro:                          | Zampedri            |                                    |                              |                                                                         |

| Bienate 6 aprile 2019, ore 20:30 | Frogs Legnano | 10 – 48 (8-14 0-34 2-0 0-0) referto | Wolverines Piacenza | Stadio di Bienate (50 spett.) |

| Bresso 27 aprile 2019, ore 21:00 | Rams Milano | 30 – 28 (0-7 22-13 8-0 0-8) referto | Wolverines Piacenza | Centro Sportivo Comunale (50 spett.) |

### Playoff
| Orgnano 1º giugno 2019, ore 15:30 | Leoni Basiliano | 29 – 24 (7-0 0-7 6-7 16-10) referto | Wolverines Piacenza | Polisportiva Orgnano (100 spett.)\| Arbitro: \| S. d'Amato \| |
| Arbitro:                          | S. d'Amato      |                                     |                     |                                                               |

## Statistiche di squadra
| Competizione | %Vittorie | In casa | In casa | In casa | In casa | In casa | In casa | In trasferta | In trasferta | In trasferta | In trasferta | In trasferta | In trasferta | Totale | Totale | Totale | Totale | Totale | Totale |
| Competizione | %Vittorie | G       | V       | N       | P       | Pf      | Ps      | G            | V            | N            | P            | Pf           | Ps           | G      | V      | N      | P      | Pf     | Ps     |
| ------------ | --------- | ------- | ------- | ------- | ------- | ------- | ------- | ------------ | ------------ | ------------ | ------------ | ------------ | ------------ | ------ | ------ | ------ | ------ | ------ | ------ |
| Campionato   | .500      | 3       | 2       | 0       | 1       | 66      | 104     | 3            | 1            | 0            | 2            | 96           | 74           | 6      | 3      | 0      | 3      | 162    | 178    |
| Playoff      | .000      | 0       | 0       | 0       | 0       | 0       | 0       | 1            | 0            | 0            | 1            | 24           | 29           | 1      | 0      | 0      | 1      | 24     | 29     |
| Totale       | .429      | 3       | 2       | 0       | 1       | 66      | 104     | 4            | 1            | 0            | 3            | 120          | 103          | 7      | 3      | 0      | 4      | 186    | 207    |

## Statistiche personali

### Marcatori
| Giocatore       | Ruolo | TD rush | TD recv | TD int | TD p.ret | TD k.ret | TD oth | Xp1  | Xp2 | FG  | Saf | Totale |
| --------------- | ----- | ------- | ------- | ------ | -------- | -------- | ------ | ---- | --- | --- | --- | ------ |
| A. Gorlani      |       | 0+0     | 5+1     | 0+0    | 0+0      | 0+0      | 0+0    | 11+3 | 0+0 | 0+1 | 0+0 | 53     |
| P. Titi Mpoko   |       | 1+2     | 2+0     | 0+0    | 0+0      | 1+0      | 0+0    | 1+0  | 0+0 | 0+0 | 0+0 | 37     |
| A. Fontanella   |       | 0       | 3       | 0      | 0        | 0        | 0      | 0    | 1   | 0   | 0   | 20     |
| M. Boulakchour  |       | 0       | 3       | 0      | 0        | 0        | 0      | 0    | 0   | 0   | 0   | 18     |
| A. Martusciello |       | 3       | 0       | 0      | 0        | 0        | 0      | 0    | 0   | 0   | 0   | 18     |
| A. Piedimonte   |       | 0       | 2       | 0      | 0        | 0        | 0      | 0    | 0   | 0   | 0   | 12     |
| P. Amadasi      |       | 1       | 0       | 0      | 0        | 0        | 0      | 0    | 0   | 0   | 0   | 6      |
| B. Bance        |       | 0       | 0       | 1      | 0        | 0        | 0      | 0    | 0   | 0   | 0   | 6      |
| A. Cocconi      |       | 0       | 1       | 0      | 0        | 0        | 0      | 0    | 0   | 0   | 0   | 6      |
| E. Scarano      |       | 0       | 1       | 0      | 0        | 0        | 0      | 0    | 0   | 0   | 0   | 6      |
| S. Losi         |       | 0       | 0       | 0      | 0        | 0        | 0      | 2    | 0   | 0   | 0   | 2      |
| Team            |       | 0       | 0       | 0      | 0        | 0        | 0      | 0    | 0   | 0   | 1   | 2      |

### Passer rating
| Giocatore  | G   | Att    | Comp   | Int  | Yds      | TD   | NFL    | NCAA   |
| ---------- | --- | ------ | ------ | ---- | -------- | ---- | ------ | ------ |
| P. Amadasi | 6+1 | 210+19 | 100+10 | 10+3 | 1382+167 | 17+1 | 72,84  | 119,44 |
| 6C         | 1   | 1      | 1      | 0    | 25       | 0    | 118,75 | 310,00 |